# 少毛牛膝
少毛牛膝（学名：Achyranthes bidentata var. japonica）为苋科牛膝属下的一个变种。

## 扩展阅读
- 維基物種上的相關：少毛牛膝